# Andrea Demirović
Pour les articles homonymes, voir Demirović.
Andrea Demirović (Андреа Демировић ; née le 17 juin 1985 à Titograd (ex-Yougoslavie)), connue sous le nom de scène Andrea, est une chanteuse monténégrine.

## Biographie
Elle représente son pays lors de la première demi-finale du Concours Eurovision de la chanson 2009 à Moscou, le 12 mai 2009, avec sa chanson Just Get Out of My Life. Avec 44 points, elle ne passera pas en finale.
En 2015, elle participe à Odbrojavanje za Beč, la finale nationale serbe du Concours Eurovision de la chanson 2015, mais ne gagne pas. La même année, elle annonce les votes monténégrins au concours.
En 2019, elle tente de revenir au concours en participant à la sélection Montevizija avec la chanson Ja Sam Ti San (litt. : « Je suis ton rêve »). Elle termine 3e avec 7 points.
Outre le chant, Andrea Demirović a étudié la pédagogie musicale et est professeur de musique. En 2022, Andrea se lance dans la politique en tant que candidate au poste de conseillère pour la coalition politique Prava stvar - Zajedno Bar,, mais elle continue à faire de la musique .

## Discographie

### Singles
- All The Best (lors du Baltic Song Contest)
- Još se nisam ni okrenula
- Just Get out of My Life (lors du Concours Eurovision de la chanson 2009)
- Kapljica
- Ley le lee (avec Massimo Bertacci)
- Ljubav ili navika
- Nije mi žao
- Nisi ti kriv
- Novi dan
- Odlazim
- Oblak od ljubavi
- Planina
- Previše sam mlada
- La reina de la noche (Queen of the Night)
- Samo jedan dodir toplih usana
- So Long Until We Meet Again
- Šta Će Mi Dani
- To nije moguće
- Toplo tijelo